# Гаттони, Федерико
Федери́ко Агусти́н Гатто́ни (исп. Federico Agustín Gattoni; род. 16 февраля 1999, Буэнос-Айрес) — аргентинский футболист, защитник клуба «Севилья», выступающий на правах аренды за аргентинский клуб «Ривер Плейт».

## Клубная карьера
Гаттони — воспитанник клуба «Сан-Лоренсо». 31 октября 2020 года в матче против «Архентинос Хуниорс» он дебютировал в аргентинской Примере. 14 ноября в поединке против «Альдосиви» Федерико забил свой первый гол за «Сан-Лоренсо». 
31 января был выкуплен испанской "Севильей". Сумма трансфера составила 4.5 миллиона евро. При этом сразу же был отправлен в обратную аренду в "Сан-Лоренсо" до июля 2023 года. По окончании аренды вернулся в "Севилью".  